# Бибровский, Стефан
Стефан Бибровский (пол. Stephan Bibrowski; 1891, Бельск, Мазовецкое воеводство, Царство Польское, Российская империя — 1932, Берлин, Веймарская республика) — немецкий цирковой артист польского происхождения, выступавший в начале XX века. Бибровский был известен как «Человек-лев», потому что всё его тело было покрыто волосами из-за редкого заболевания — гипертрихоза.

## Биография
Бибровский родился в деревне Бельск одноимённой гмины Царство Польского, которое в то время входило в состав Российской империи. Ещё в младенчестве у него стали проявляться симптомы гипертрихоза. Позже для цирковых выступлений была придумана легенда, что его отца на глазах беременной матери разорвал цирковой лев, и потому ребёнок родился похожим на льва. Родители не захотели воспитывать Стефана из-за его болезни, и в четыре года он был отдан немецкому антрепренёру по фамилии Седльмейер.
Седльмейер дал Стефану сценический псевдоним «Лионель» и начал возить его в составе цирковой труппы по Европе. В 1901 году Бибровский впервые приехал в США, где стал выступать с цирком Ф. Т. Барнума. К тому времени всё его тело, за исключением лишь ладоней и ступней, было покрыто волосами длиной до 10 см. На лице длина волос достигала 20 см. В своих выступлениях Бибровский показывал гимнастические трюки; часто его представляли как «промежуточное звено» между обезьяной и человеком. Несмотря на это, Стефан много читал, знал пять языков, чем также успешно пользовался: он демонстрировал эрудицию и хорошие манеры, резко контрастирующие с его необычной внешностью, что также привлекало к нему внимание зрителей. Он окончательно поселился в Нью-Йорке в 1920 году и стал там популярной достопримечательностью.
В 1928 году Бибровский покинул сцену и вернулся в Германию. Он умер в Берлине от сердечного приступа в 1932 году.